# Sergio Sánchez (atlet)
Sergio Sánchez (* 1. října 1982, La Pola de Gordón, Leon) je španělský atlet, běžec, který se věnuje středním tratím. Jeho hlavní disciplínou je běh na 3000 metrů.
Na halovém ME v Turíně 2009 doběhl ve finále na čtvrtém místě. Největší úspěch ve své kariéře zaznamenal v roce 2010 na halovém MS v katarském Dauhá, kde získal stříbrnou medaili.
13. února 2010 zaběhl ve Valencii nový evropský halový rekord v běhu na 3000 metrů, jehož hodnota je 7:32,41. 